# Kientzheim
Ne pas confondre avec Kintzheim, commune du Bas-Rhin
Kientzheim (prononcé [kintsaim] ,  ou [kientzeim], Kientza en alsacien) est une ancienne commune française située dans le département du Haut-Rhin, en région Grand Est.
Ce village se trouve dans la région historique et culturelle d'Alsace. Il est devenu, le 1er janvier 2016, une commune déléguée de la commune nouvelle de Kaysersberg Vignoble.
Il est notamment célèbre par ses vignobles grands crus et lieux-dits : Furstentum, Altenbourg, Vogelgarten, Grafreben, Wolfreben, Patergarten, Mambourg, Schlossberg…
Le village, enceint de remparts médiévaux classés (c'est le seul d'Alsace qui soit resté entièrement ceint de remparts), abrite notamment le château de la Confrérie Saint-Étienne, ainsi que la tombe de Lazare de Schwendi, dont une légende dit qu'il rapporta le pinot gris de Hongrie.

## Géographie
Kientzheim est un village situé au pied des Vosges, dans la vallée qui descend du col du Bonhomme, où coule la Weiss. La ville appartient à l'agglomération de Colmar. Les communes limitrophes sont Sigolsheim, Ammerschwihr et Kaysersberg.
Protégée des intempéries par la barrière des Vosges à l'ouest, la commune bénéficie du climat le plus sec de France. Les précipitations y sont d'un cumul annuel de 450 millimètres. L'ensoleillement est particulièrement propice au développement des vignes sur les larges pentes exposées au sud.
La rivière nommée  Weiss coule à 500 m au sud de la ville. Depuis plusieurs siècles, des aménagements hydrauliques ont créé un bras forcé qui traverse la ville et alimente les douves.
Le moulin à eau, le lavoir et la rue des bains sont situés le long de la rivière forcée. Le canal de Kientzheim rejoint le lit de la Weiss après Sigolsheim.
Kientzheim est une des 188 communes du Parc naturel régional des Ballons des Vosges.
Kientzheim se situe sur la Route des Vins d'Alsace. 

### Écarts
- Unterspiegel
- Thorguth
- Weinbach
- Wolf

### Cours d'eau
- la Weiss

### Toponymie
- Chinzicha, 728
- Conesheim, 877
- Konsheim, 1303
- Kunszhein, 1341
- Kunsheim, 1465

signification : « propriété (-heim) de Cuno »

## Histoire

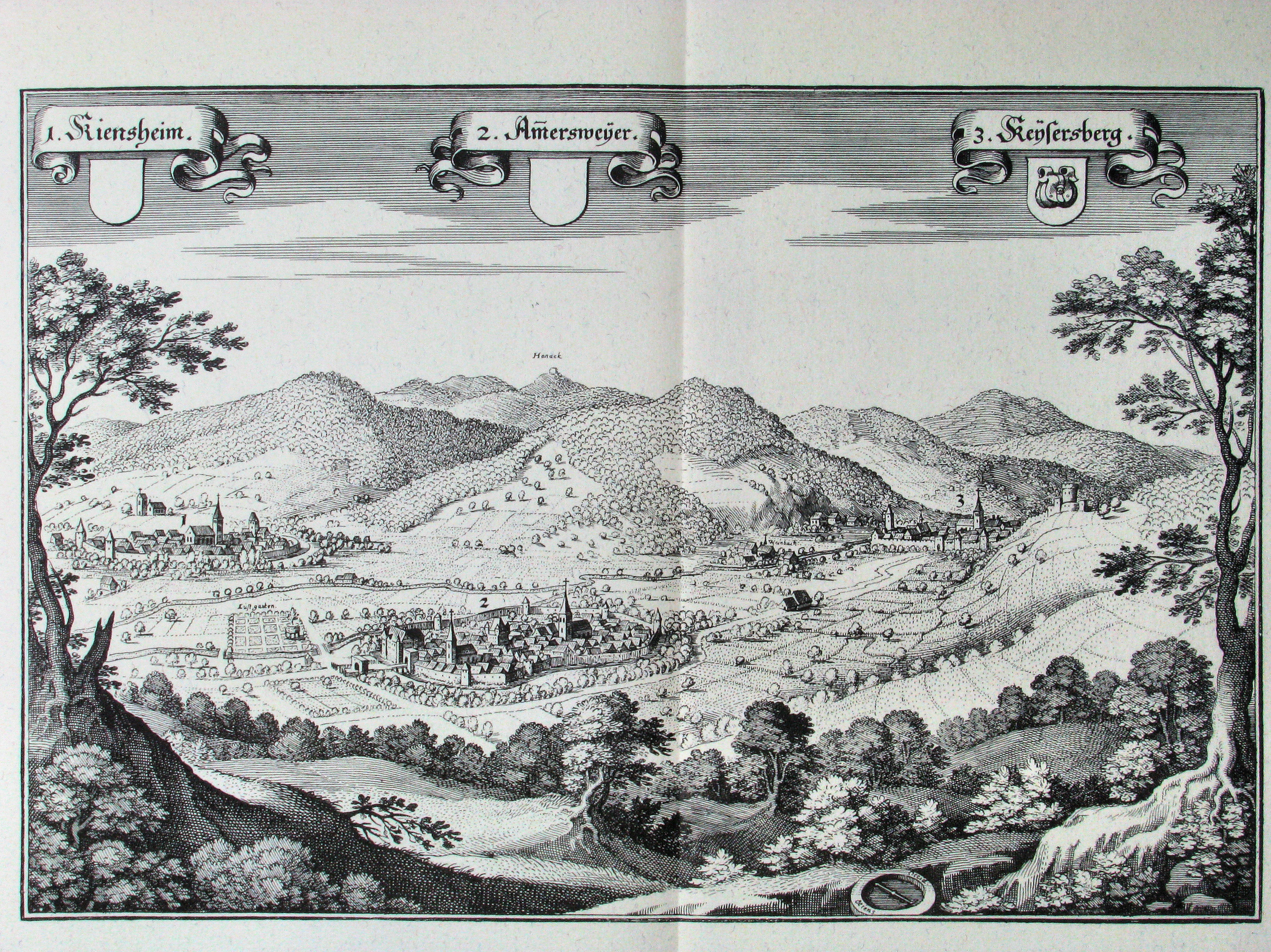
Topographia Alsatiae, Kiensheim

Kientzheim est aujourd'hui un village typiquement viticole : 220 hectares de vignobles, dont les deux tiers en coteaux d'excellente exposition en ont assuré la renommée. Avec ses 610 hectares de forêt, Kientzheim était aussi une commune aux forts revenus. La chute des cours du bois ont rendu l'exploitation forestière nettement moins rentable, même si le loyer de la chasse permet d'équilibrer le budget. Quelques vignerons-récoltants ont acquis une notoriété internationale grâce à leur forte politique de qualité et/ou d'exportation.
L'architecture du village est remarquable préservée, et notamment Kientzheim conserve son aspect traditionnel, notamment en raison de l'enceinte de rempart très bien conservée, mais aussi par de nombreuses maisons très typiques.

### Héraldique
| Blason de Kientzheim | Les armes de Kientzheim se blasonnent ainsi : « Parti d'argent et d'azur à l'ours de sable lampassé de gueules posé sur le tout. » |

Les armes de la ville remontent au XVe siècle. On pense qu'elles font allusion à la fois à la force et la noblesse de l'animal et au fait qu'il hantait les forêts alentour. Il avait été remplacé dans le blasé par un chien barbet par l'Armorial général de Louis XIV et ne fut réhabilité qu'en 1979.

## Politique et administration
| Période                                  | Période          | Identité             | Étiquette | Qualité     |
| ---------------------------------------- | ---------------- | -------------------- | --------- | ----------- |
| Les données manquantes sont à compléter. |                  |                      |           |             |
| 1898                                     | 1910             | Joseph Kuehn         |           |             |
| 1910                                     | 1925             | Joseph père Schwartz |           |             |
| 1925                                     | 1935             | Joseph Wolff         |           |             |
| 1935                                     | 1940             | Joseph père Schwartz |           |             |
| 1945                                     | 1945             | Joseph fils Schwartz |           |             |
| 1945                                     | 1977             | René Schwartz        |           |             |
| mars 1981                                | 2008             | Roger Schmitt        | SE        | Viticulteur |
| mars 2008                                | 31 décembre 2015 | Joseph Fritsch       |           | Viticulteur |

## Démographie
L'évolution du nombre d'habitants est connue à travers les recensements de la population effectués dans la commune depuis 1793. À partir du 1er janvier 2009, les populations légales des communes sont publiées annuellement dans le cadre d'un recensement qui repose désormais sur une collecte d'information annuelle, concernant successivement tous les territoires communaux au cours d'une période de cinq ans. 
Pour les communes de moins de 10 000 habitants, une enquête de recensement portant sur toute la population est réalisée tous les cinq ans, les populations légales des années intermédiaires étant quant à elles estimées par interpolation ou extrapolation. Pour la commune, le premier recensement exhaustif entrant dans le cadre du nouveau dispositif a été réalisé en 2005,.
En 2013, la commune comptait 738 habitants, en évolution de −5,02 % par rapport à 2008 (Haut-Rhin : +1,54 %, France hors Mayotte : +2,49 %).
| 1793  | 1800 | 1806  | 1821  | 1831  | 1836  | 1841  | 1846  | 1851  |
| ----- | ---- | ----- | ----- | ----- | ----- | ----- | ----- | ----- |
| 1 045 | 959  | 1 128 | 1 127 | 1 214 | 1 227 | 1 180 | 1 235 | 1 279 |

| 1856  | 1861  | 1866  | 1871  | 1875 | 1880 | 1885 | 1890 | 1895 |
| ----- | ----- | ----- | ----- | ---- | ---- | ---- | ---- | ---- |
| 1 215 | 1 179 | 1 157 | 1 151 | 912  | 834  | 842  | 841  | 855  |

| 1900 | 1905 | 1910 | 1921 | 1926 | 1931 | 1936 | 1946 | 1954 |
| ---- | ---- | ---- | ---- | ---- | ---- | ---- | ---- | ---- |
| 813  | 826  | 867  | 913  | 851  | 840  | 814  | 851  | 871  |

| 1962 | 1968 | 1975 | 1982 | 1990 | 1999 | 2005 | 2010 | 2013 |
| ---- | ---- | ---- | ---- | ---- | ---- | ---- | ---- | ---- |
| 850  | 896  | 864  | 811  | 933  | 827  | 779  | 759  | 738  |

## Lieux et monuments

### Église Notre-Dame-des-Douleurs
Elle date de 1722, mais le clocher-chœur est du XVe siècle. Elle abrite les tombes des sires de Schwendi (1584, 1609), un ossuaire gothique, à côté du clocher, et des autels baroques.
Une peinture murale du Dit des trois morts et des trois vifs : trois jeunes gentilshommes sont interpellés dans un cimetière par trois morts, qui leur rappellent la brièveté de la vie et l'importance du salut de leur âme.
Le grand tableau d'autel et l'ensemble de huit tableaux évoquant la vie du Christ, de la Vierge et des saints sont des œuvres du peintre François Hillenweck (ou Hillenweg).
L'église Notre-Dame était autrefois considérée comme un sanctuaire à répit, où l'on pouvait emmener les enfants mort-nés, afin qu'ils ressuscitent brièvement le temps de recevoir le baptême.
L'orgue : chef-d'œuvre du facteur Valentin Rinkenbach
Dans l'église se trouve un orgue initialement créé par Valentin Rinkenbach, facteur d'orgue alsacien célèbre, dont les ateliers se trouvaient à Ammerschwihr.
« De tous les instruments construits par Valentin Rinkenbach, entre son retour définitif à Ammerschwihr vers 1826 et son décès en 1862, celui qu’il posa en 1847 à Kientzheim est assurément son chef-d’œuvre » (extrait d'un rapport d'expertise) En effet, alors que la plupart de ses ouvrages ne comportaient qu’un seul clavier, il posa à Kientzheim un orgue à trois claviers, ce qu’il ne fit que deux fois dans d’autres églises, dès 1821 à Olten en Suisse et en 1862 à Heimersdorf dans le Haut-Rhin, où l’orgue fut achevé par ses deux fils.
Durant la décennie des années 1840, le facteur d’orgues Valentin Rinkenbach était alors au sommet de son art et son orgue de Kientzheim était comme une vitrine de son savoir-faire, à l’instar de ce qu’était l’orgue de Pfaffenheim pour les frères Callinet.

#### Pierre tombale deLazare de Schwendi(fin duXVIesiècle)
Après le décès de Lazare de Schwendi, à Kirchhofen, son corps fut rapatrié à sa demande testamentaire à Kientzheim, sa résidence préférée, et il fut enterré dans l'église Notre Dame des Douleurs, où figure sa pierre tombale. Cette pierre tombale en grès rose, classée à l'inventaire des monuments historiques, montre le guerrier et administrateur dans son armure.
La pierre voisine montre son fils.

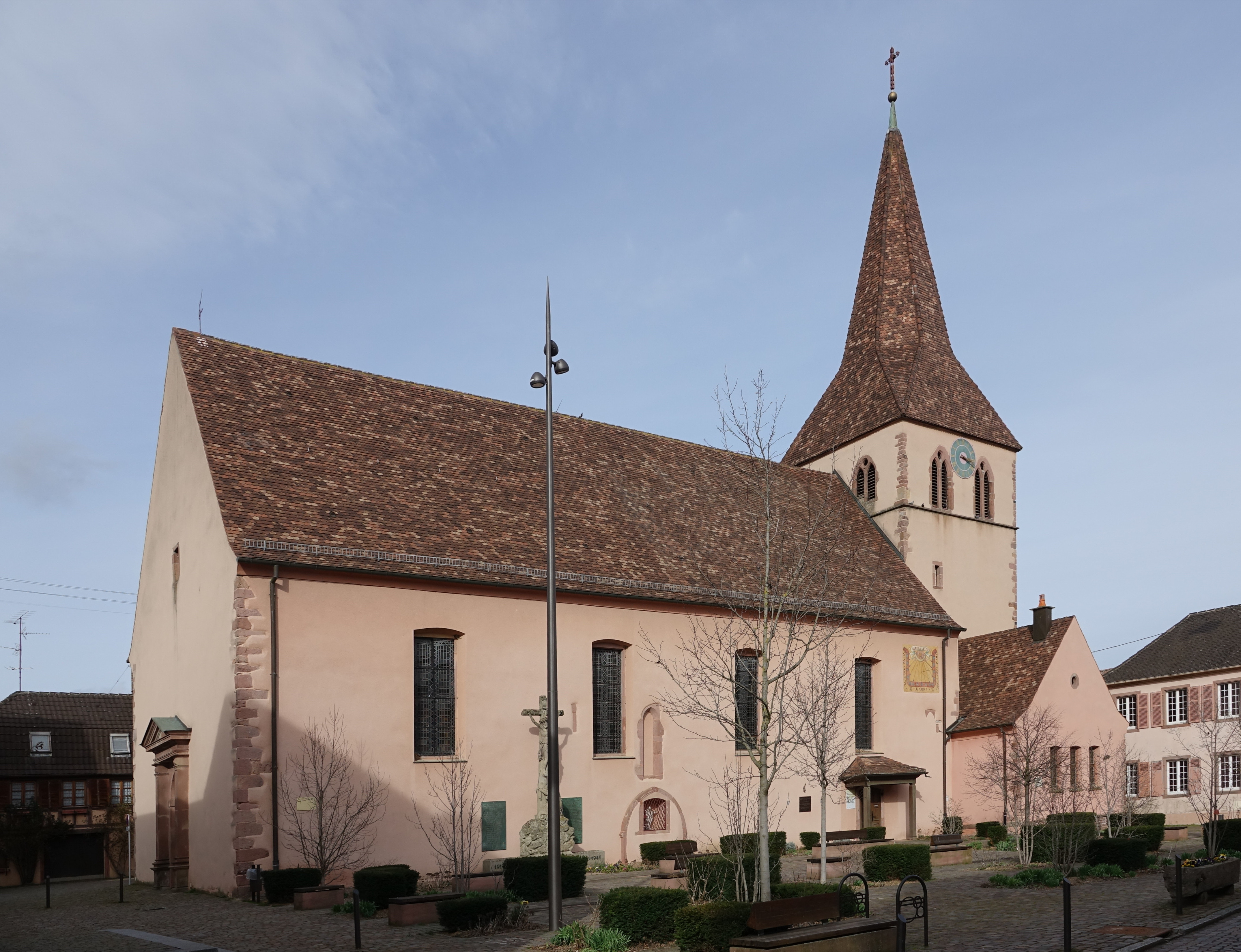
Église Notre-Dame-des-Douleurs.
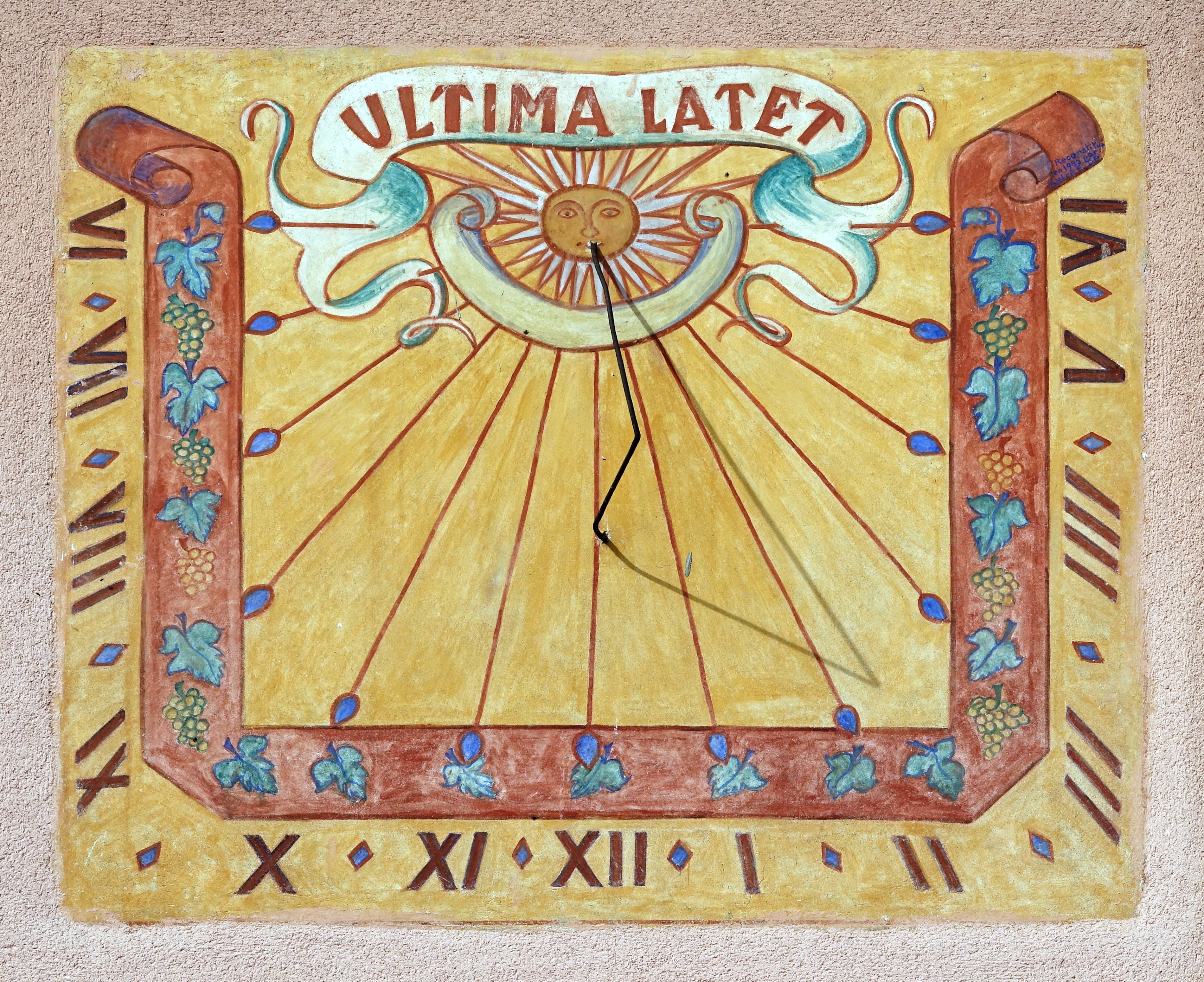
Son cadran solaire.
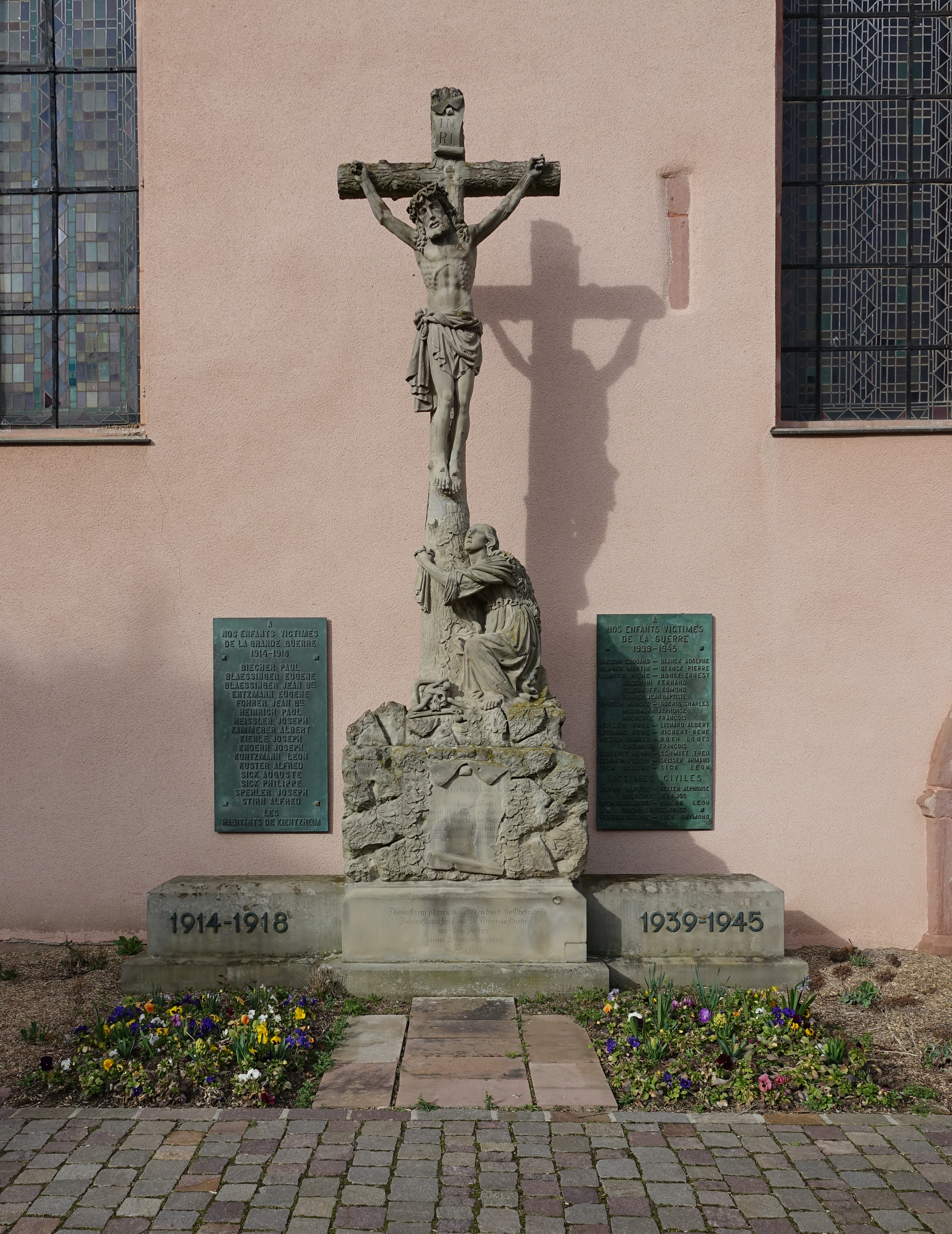
Son monument aux morts.
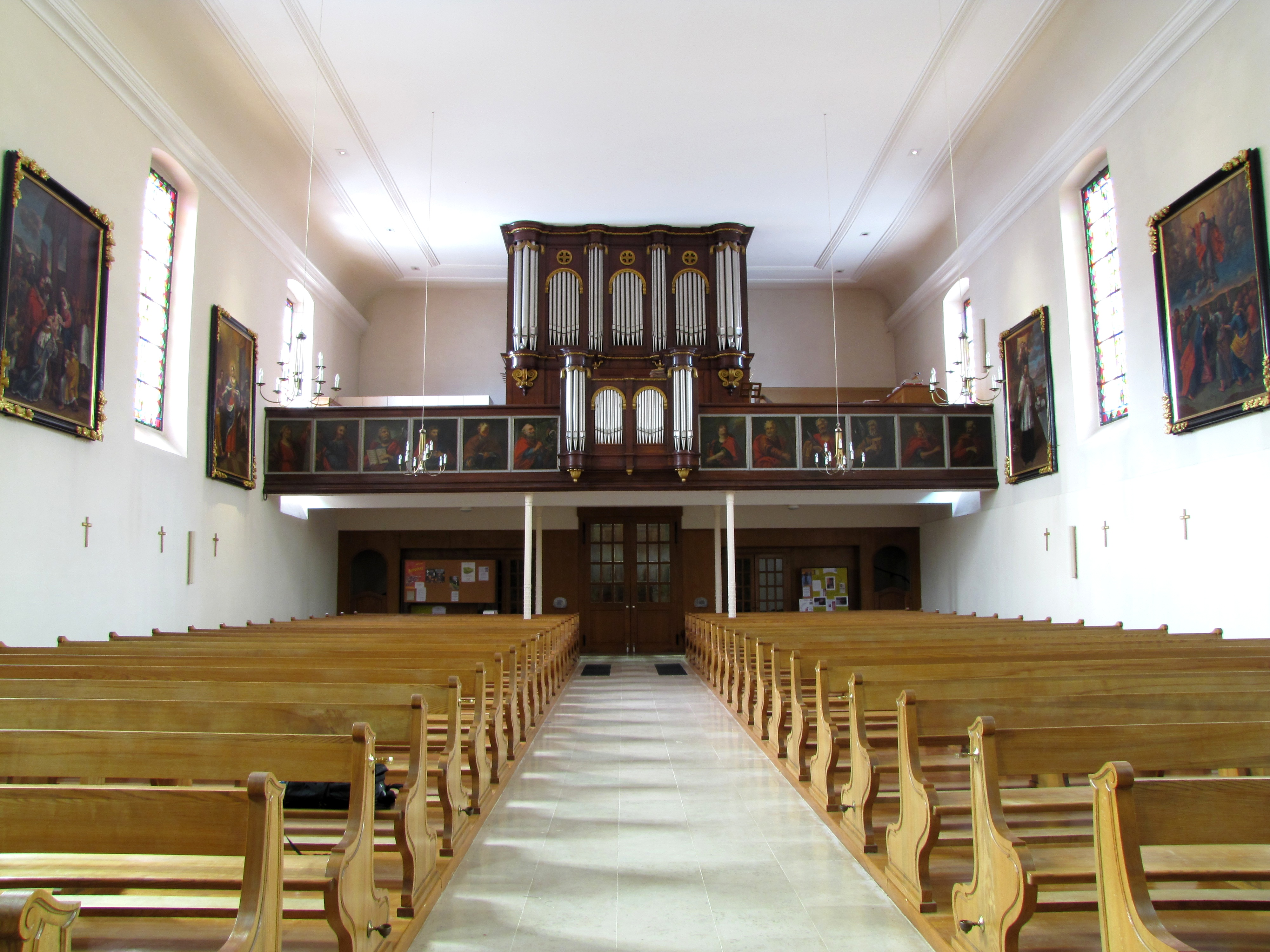
Vue intérieure de la nef vers la tribune d'orgue.
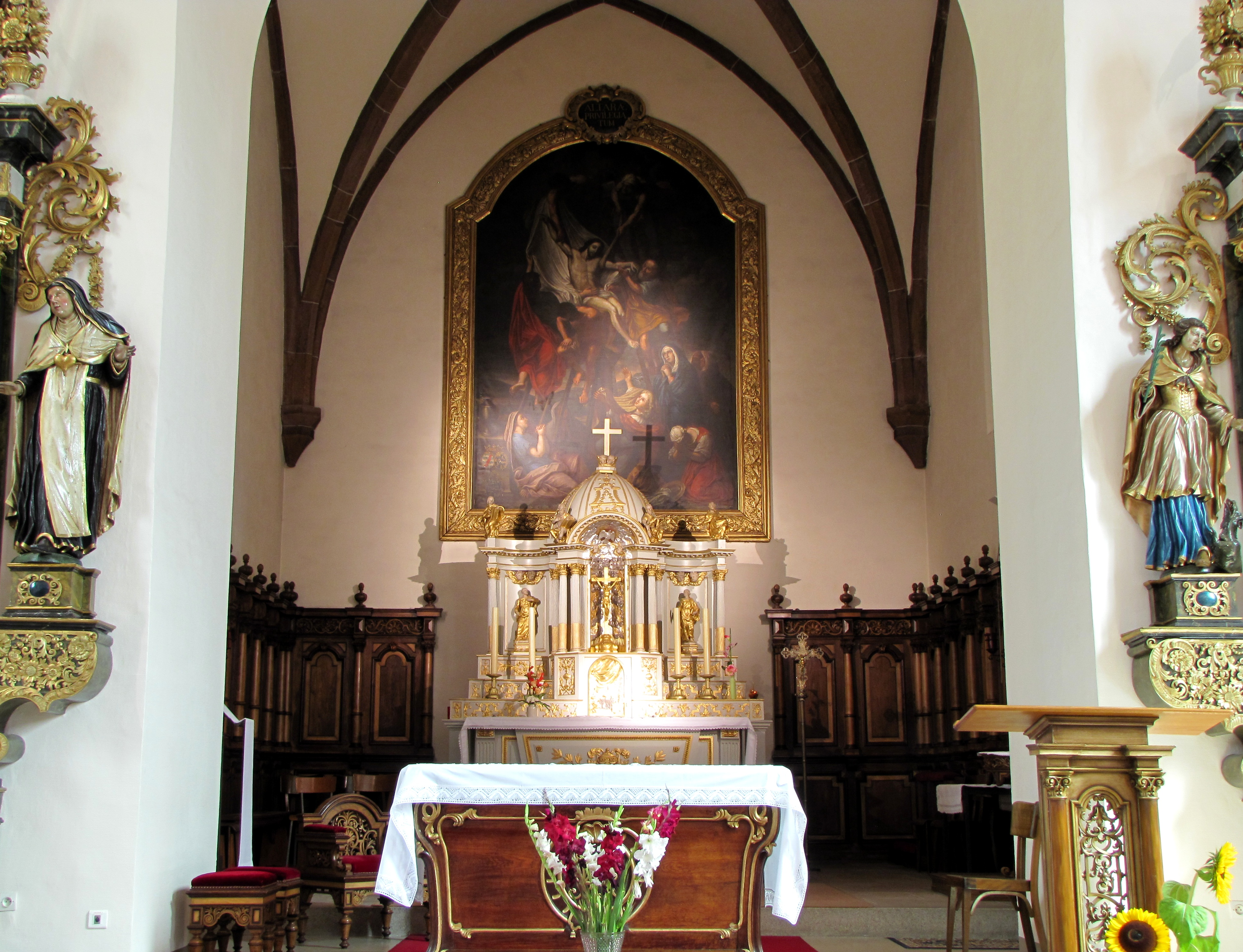
Chœur et maître-autel.
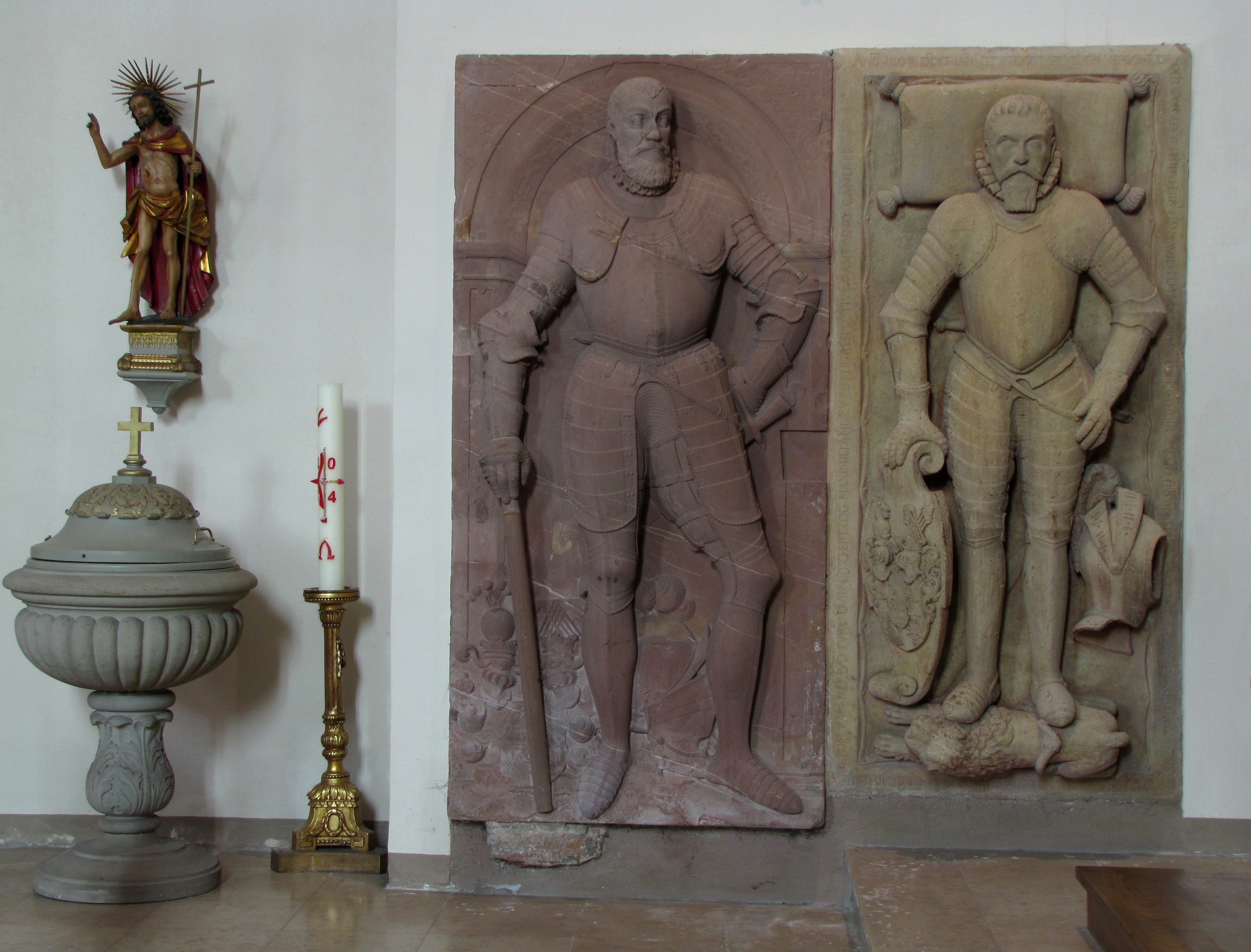
Dalles funéraires de Lazare de Schwendi (1583) et de Guillaume de Schwendi (1609).

### Chapelle Saints-Félix-et-Régule
Elle était au cœur de la paroisse du bas du village. Elle doit son nom à deux saints, Félix et Régula, qui étaient à l'origine d'un pèlerinage renommé jusqu'au milieu du XXe siècle, des statues de l'église de Sigolsheim ayant pleuré quand le village avait été attaqué.
La chapelle a été reconstruite en 1966 sur le lieu d'une église plus grande qui fut endommagée lors de la Seconde Guerre mondiale,.
Elle contient une exposition d'ex-voto datant des XVIIIe et XIXe siècles.

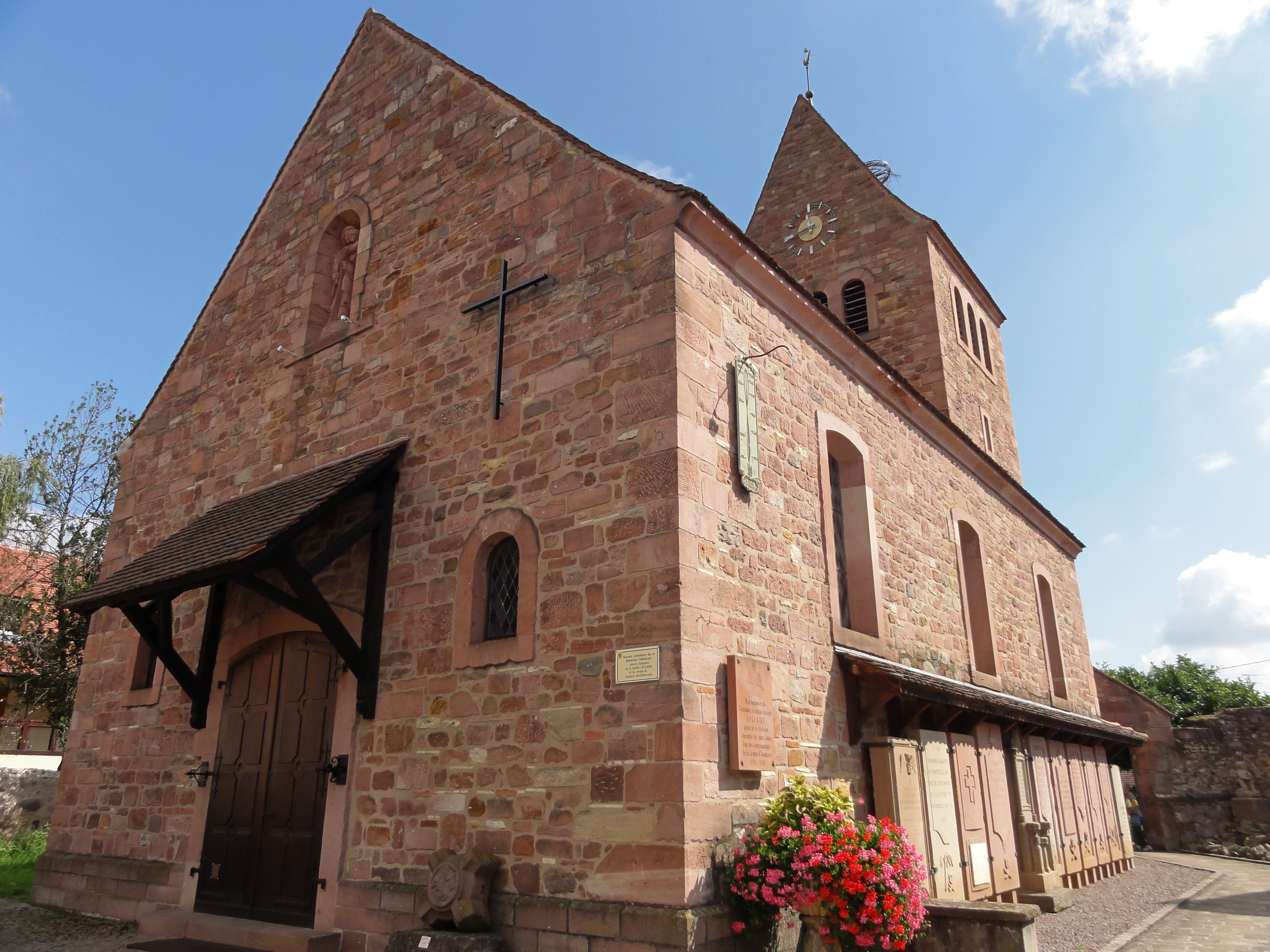
Chapelle Saints-Félix-et-Régule.
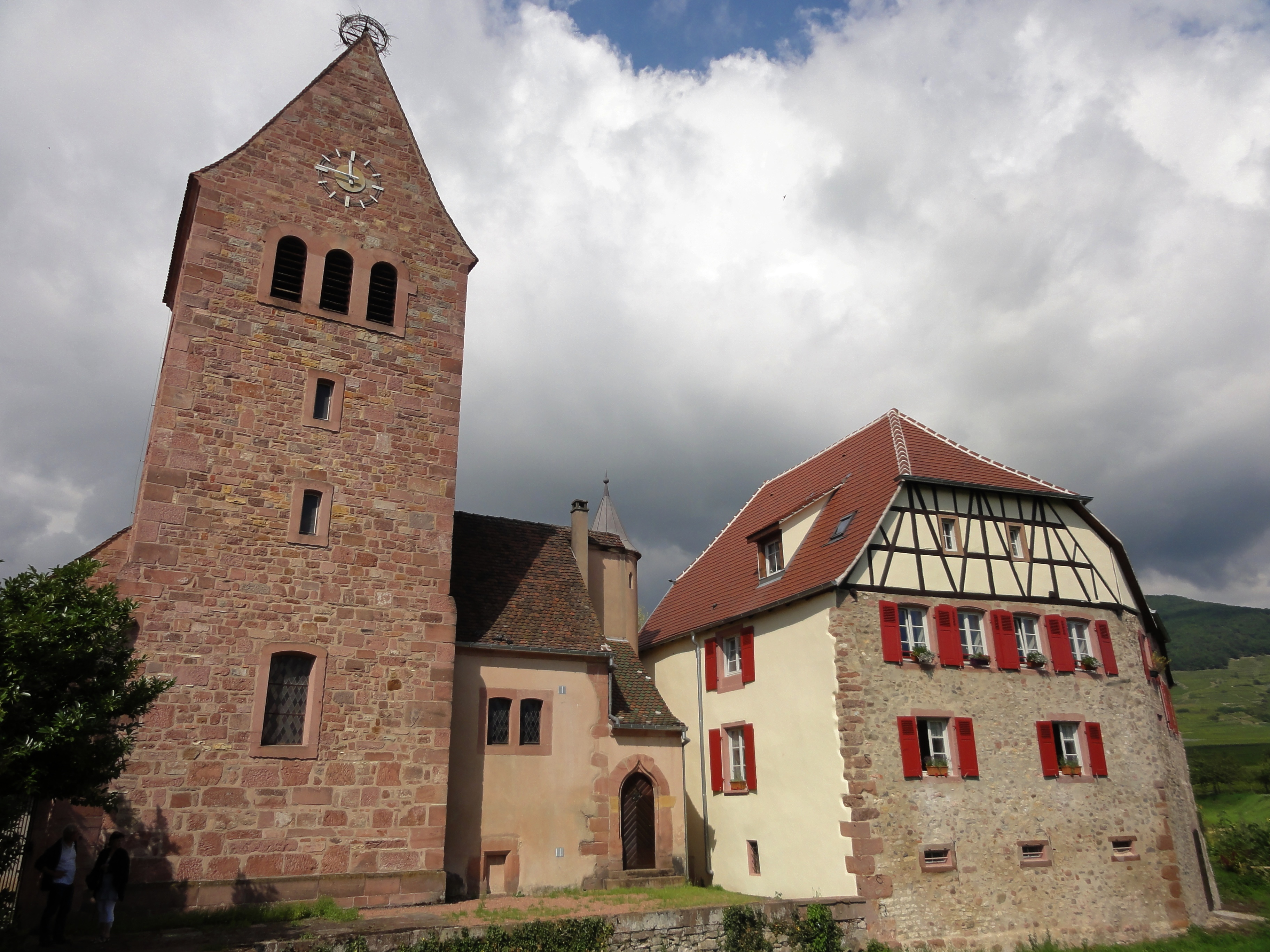
Clocher et sacristie de la chapelle.
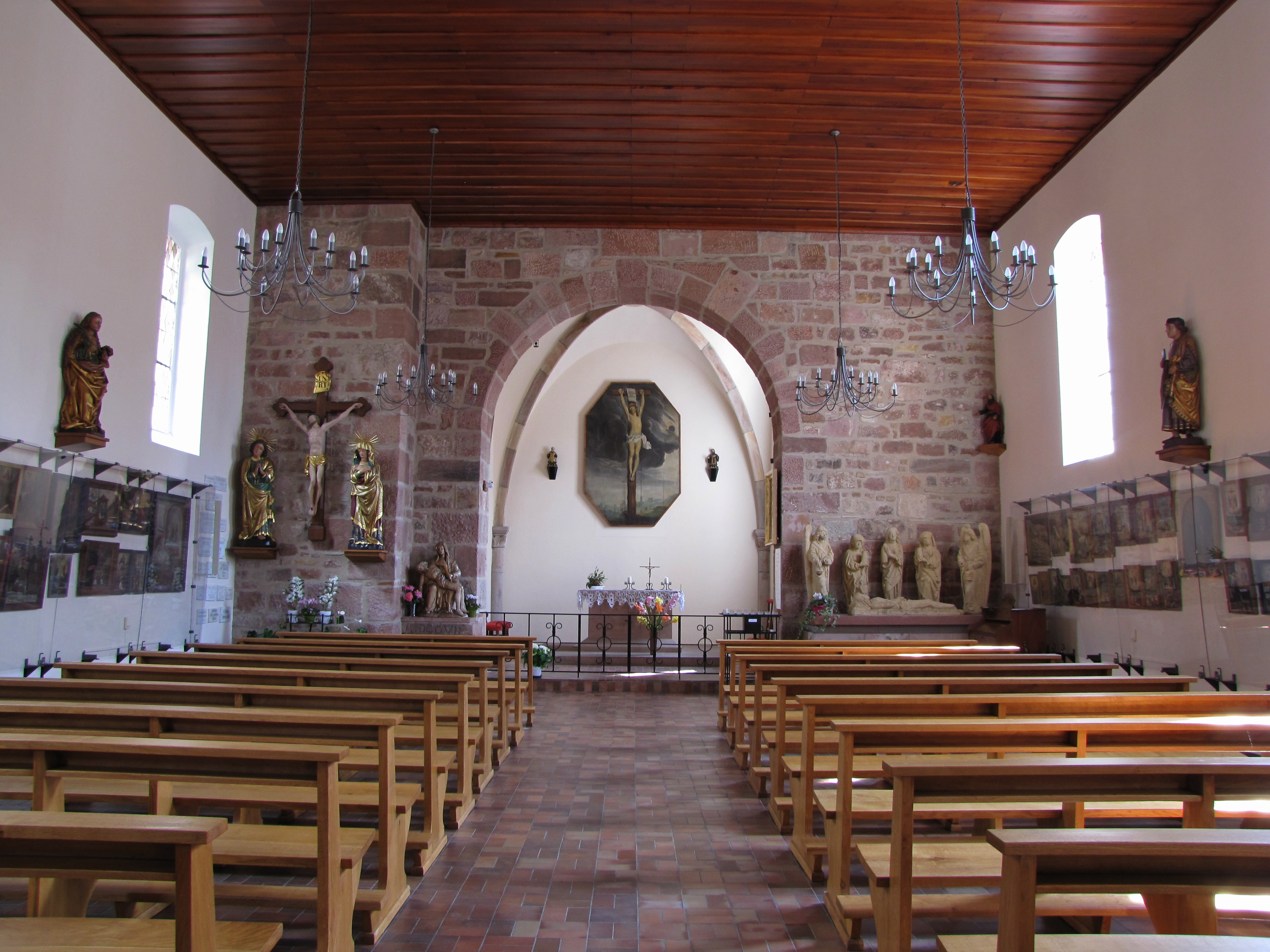
Intérieur de la chapelle.
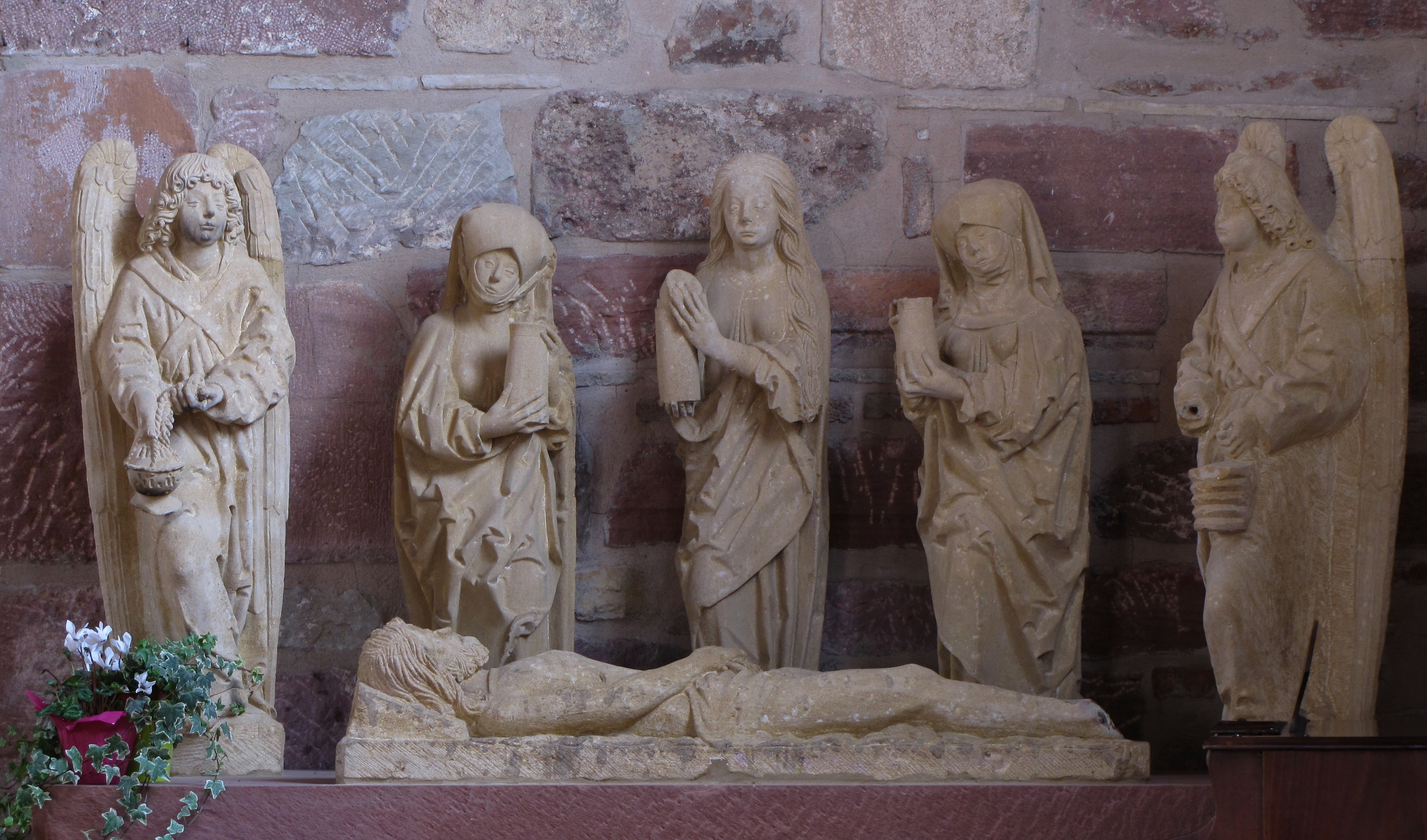
Saint Sépulcre (XVe-XVIe).

### Ancien château de Schwendi (XVIesiècle)

#### Château de la confrérie de Saint-Étienne
Le château de la confrérie de Saint-Étienne est à l'abri de l'enceinte médiévale, avec chemin de ronde et échauguette. Il est agrémenté de massifs fleuris. La cour d'honneur donne accès au Musée du Vignoble, et à la Chancellerie de la Confrérie.
Il est entouré d'un parc de un hectare, du côté de la façade du XVIIe siècle, et traversé par un ruisseau.
Le perron monumental permet d'accéder directement au Grand Caveau et à la Salle Dreyer.
La salle capitulaire est dans le style Renaissance. Ornée des portraits des anciens Grands Maîtres, elle peut accueillir 50 convives. Au premier étage, la salle Dreyer est la salle d'honneur. Elle jouxte le salon des Conseillers. Au deuxième étage, la salle Schwendi est une salle de réception qui offre une vue sur les toits du village de Kientzheim et sur le vignoble.

#### Musée du vignoble et des vins d'Alsace
Le musée du vignoble et des vins d'Alsace a été créée par l'Association des Amis du Musée du Vignoble et des vins, fondée le 22 septembre 1974. La Confrérie Saint-Etienne mit des locaux à disposition, pour des travaux qui commencèrent en 1978.
Le musée comporte un rez-de-chaussée consacré aux grands objets (pressoirs anciens, alambic, voiture de vendanges...). Le premier étage est consacré au travail du vigneron et aux métiers annexes : tonnellerie, verrerie. Le second étage est consacré aux aspects techniques de la viticulture.

### RempartsXVe-XIXesiècle
Les comtes de Lupfen érigèrent des remparts en 1430.
Les remparts de la ville sont bien conservés, et sans cesse rénovés. Ils incluent deux tours, dites des bourgeois et des voleurs (ou fripons),.

#### Porte Lalli (XVesiècle)
Cette porte fortifiée du XVe siècle a, dans sa partie supérieure, une figurine de pierre qui représente un masque grimaçant, avec une langue métallique. Elle était jadis nommée « porte basse ».
On a prétendu que le Lalli était destiné aux ennemis de la ville, mais les Kientzheimois disent qu'il ne fait la grimace qu'à ceux qui le regardent.

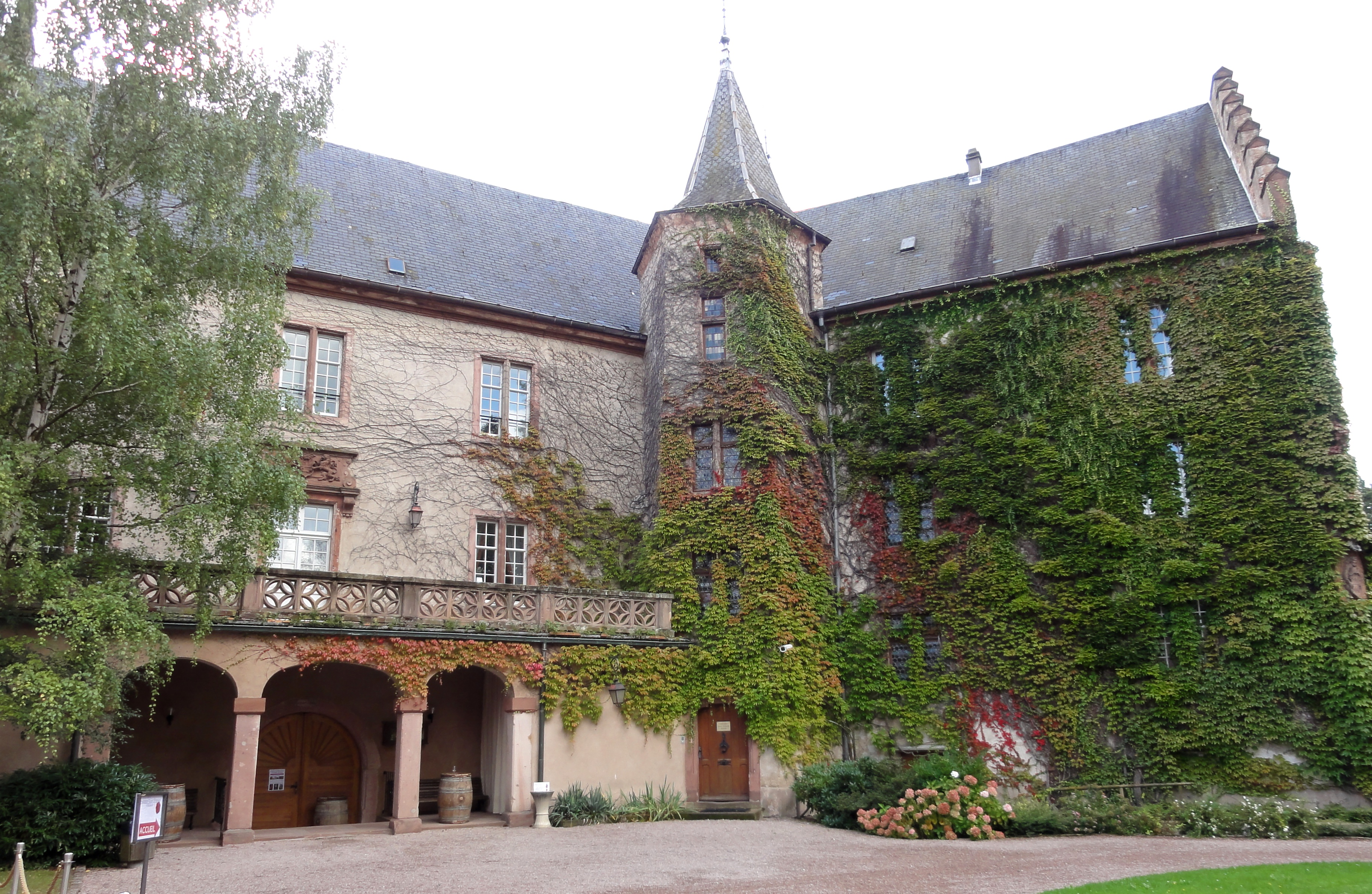
Château de Lupfen-Schwendi (XVe siècle-XVIe siècle).
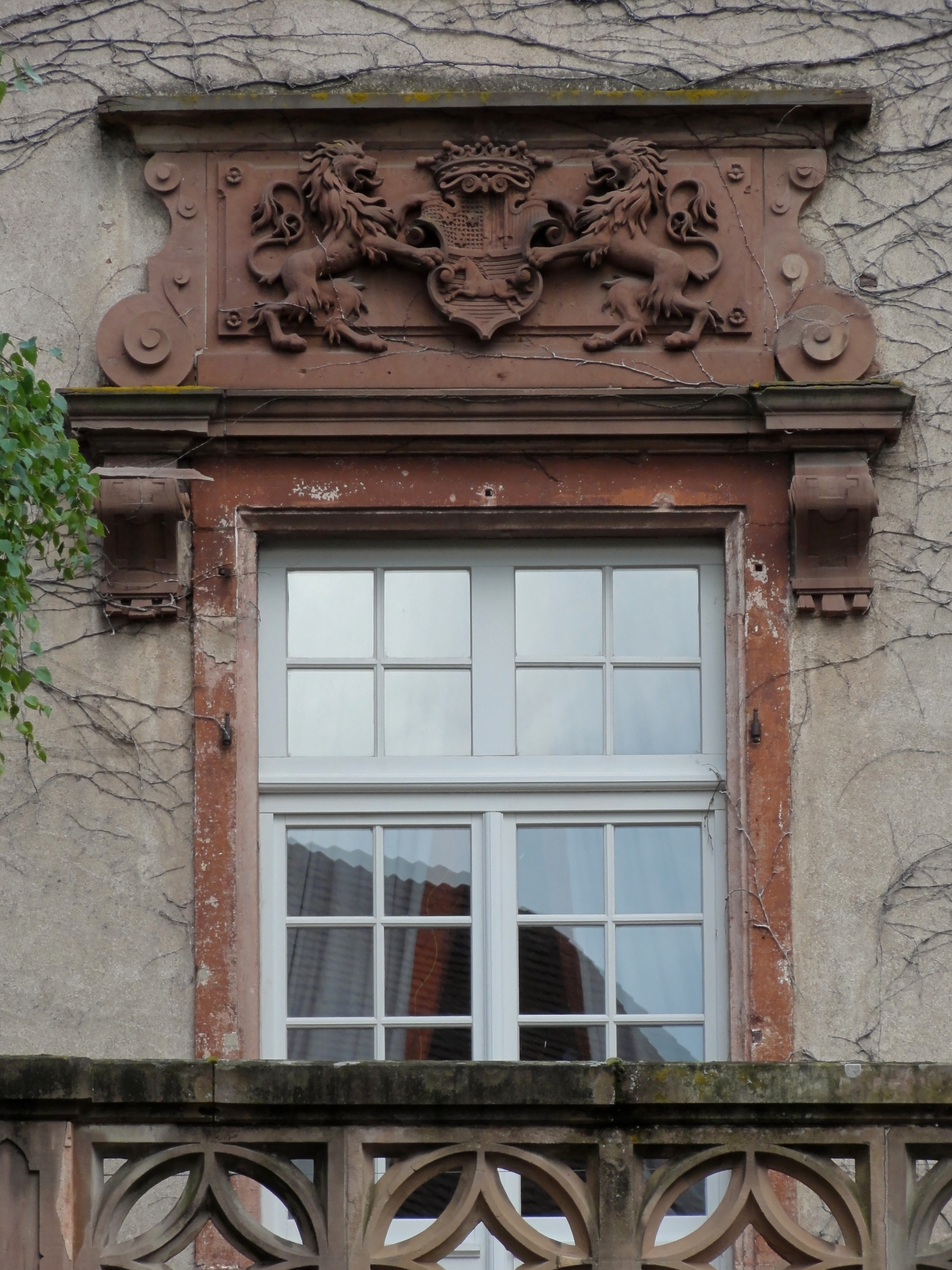
Château de Lupfen-Schwendi, armoiries des Castex, propriétaires (fin XIXe siècle).
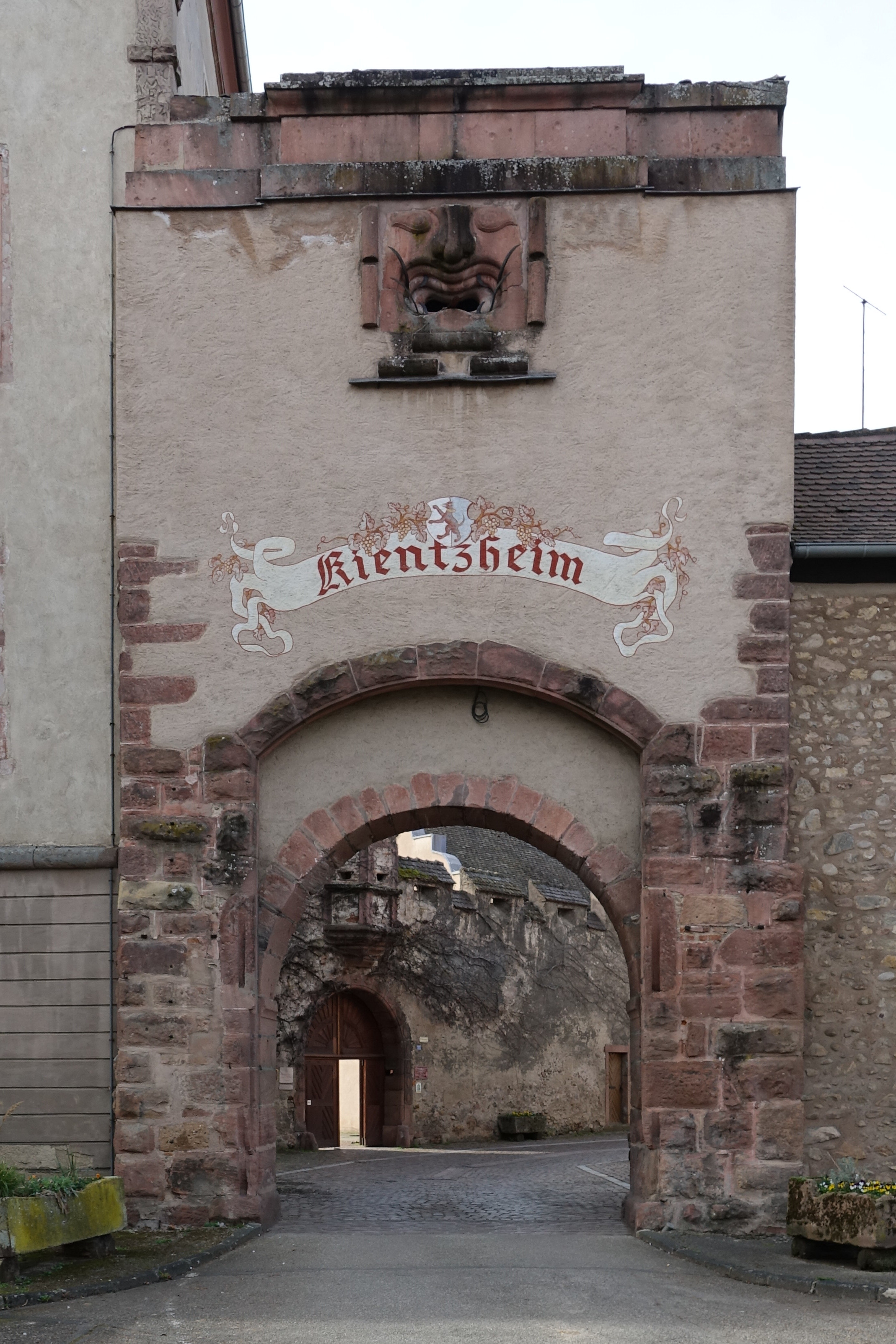
Enceinte fortifiée (XIVe siècle-XVIe siècle), Porte-Basse ou Lalli.
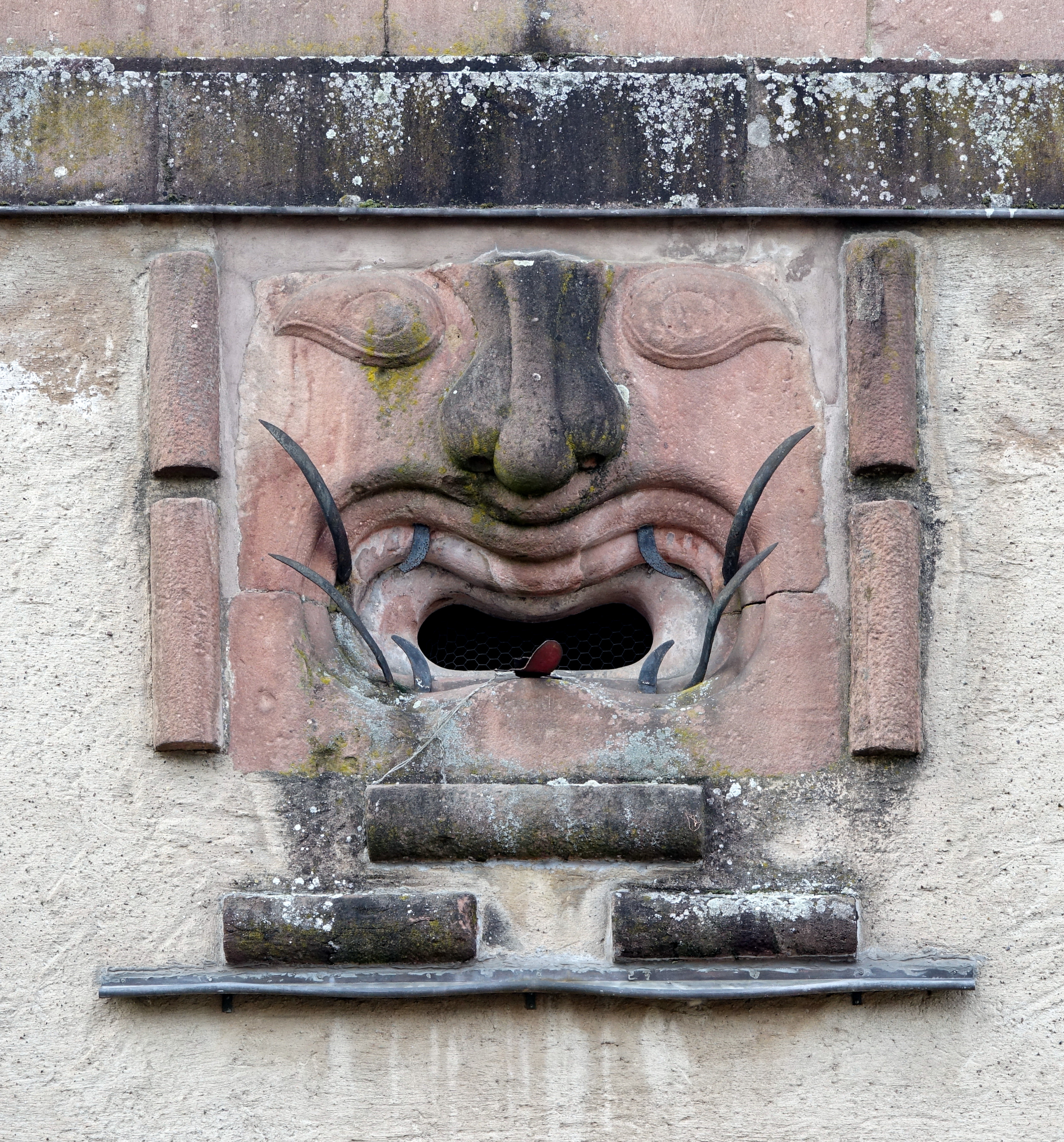
Sculpture grimaçante.
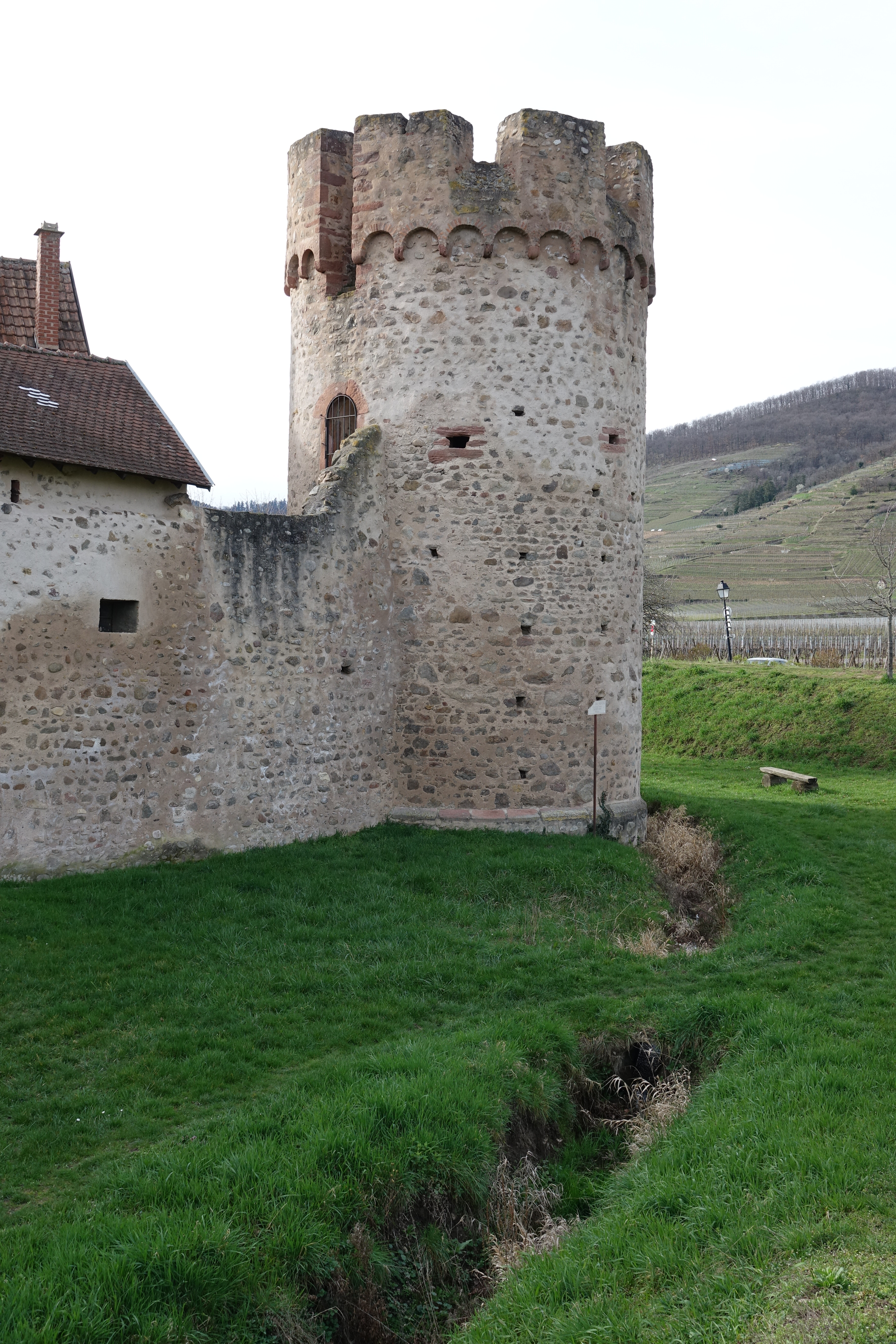
Enceinte fortifiée (XIVe siècle-XVIe siècle), Tour des Fripons.

### Château des Ifs
Une demeure de nobles se serait élevée dès le XIIIe siècle à l'emplacement de l'actuel château des Ifs. En 1577, fut construit un châtelet, dont subsiste la tourelle d'escalier. Entourée d'un mur d'enceinte, la propriété comporte un passage d'entrée, deux dépendances et un jardin que l'on voit du Canal de dérivation de la Weiss, à proximité de l'ancien lavoir.

### Hôtel de ville (1774)
La conception de l'hôtel de ville est due à l'architecte du conseil souverain, Jean-Baptiste Alexandre Chassain. Le bâtiment fut construit à l'aide de pierres venues de Kaysersberg.

### Fontaine
Érigée en 1984 sur la place Lieutenant-Dutilh, face à la mairie. Bâtie en grès rose des Vosges, elle symbolise la vigne, les vendanges et les vins d'Alsace.

### Anciens moulins
- Ancien moulin central[19].
- Ancien moulin supérieur[20].
- Ancien moulin bas[21].

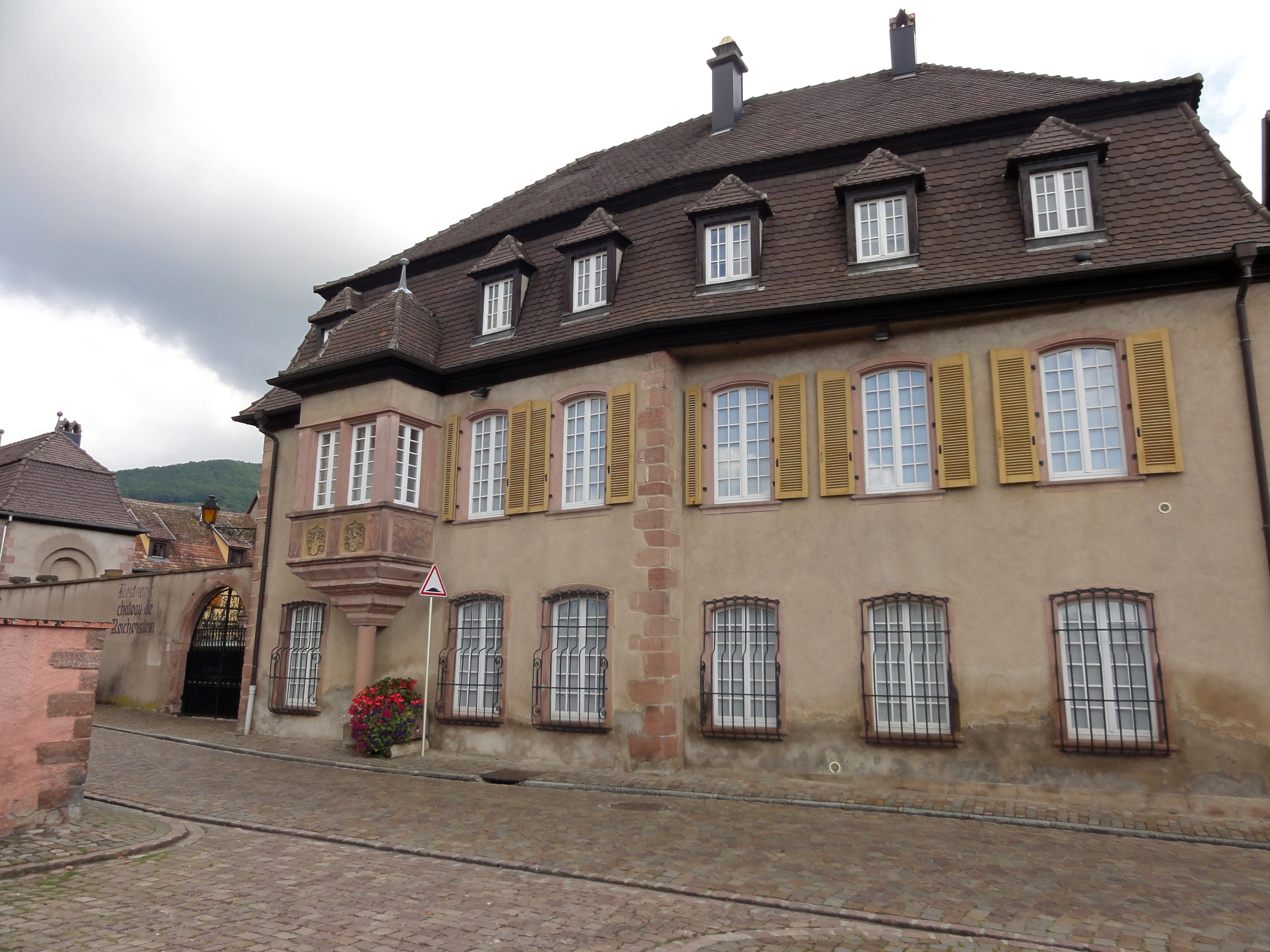
Château de Reichenstein (XVe siècle-XVIe siècle-XVIIe siècle).
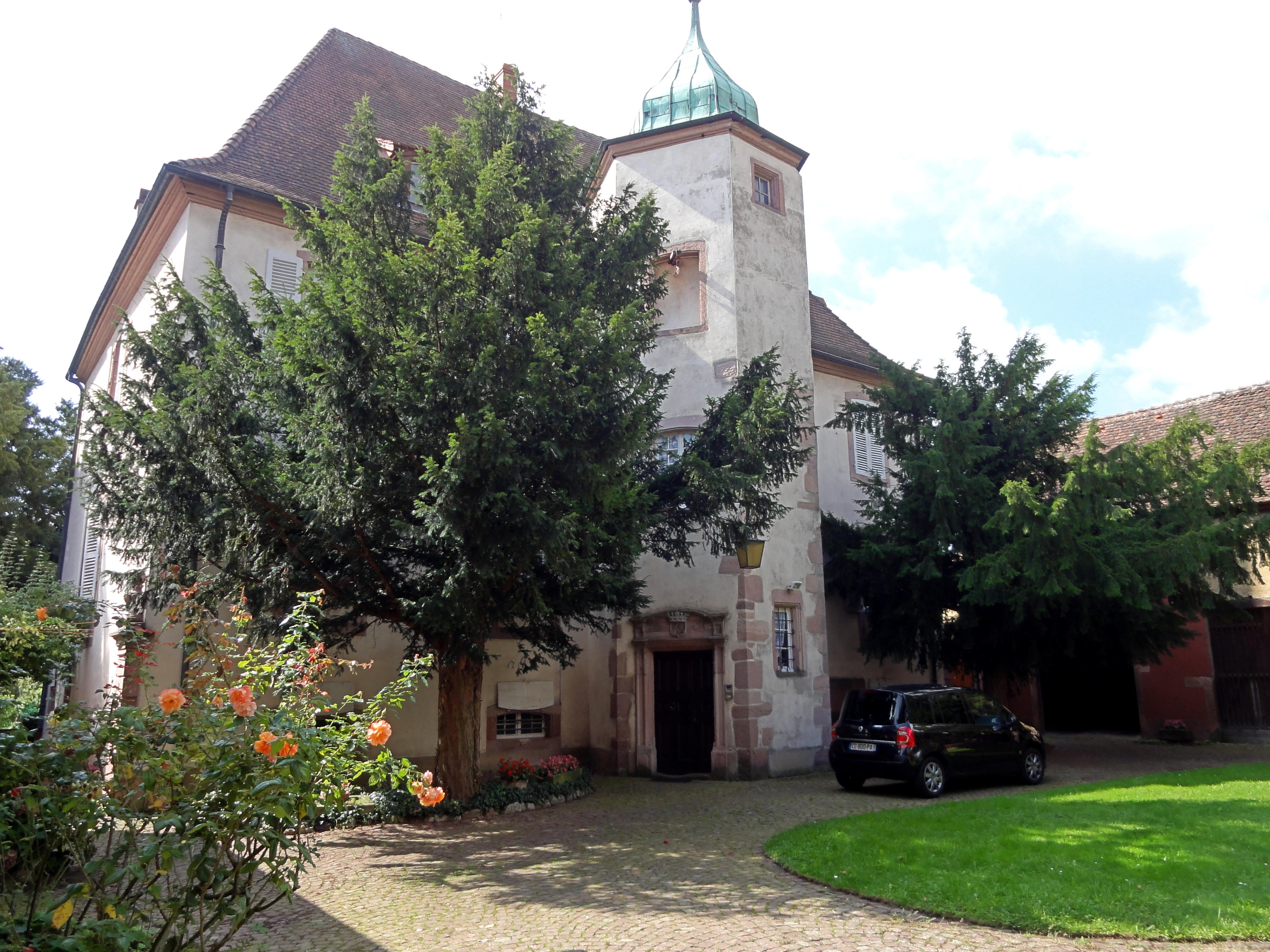
Château des Ifs (XVIe siècle).
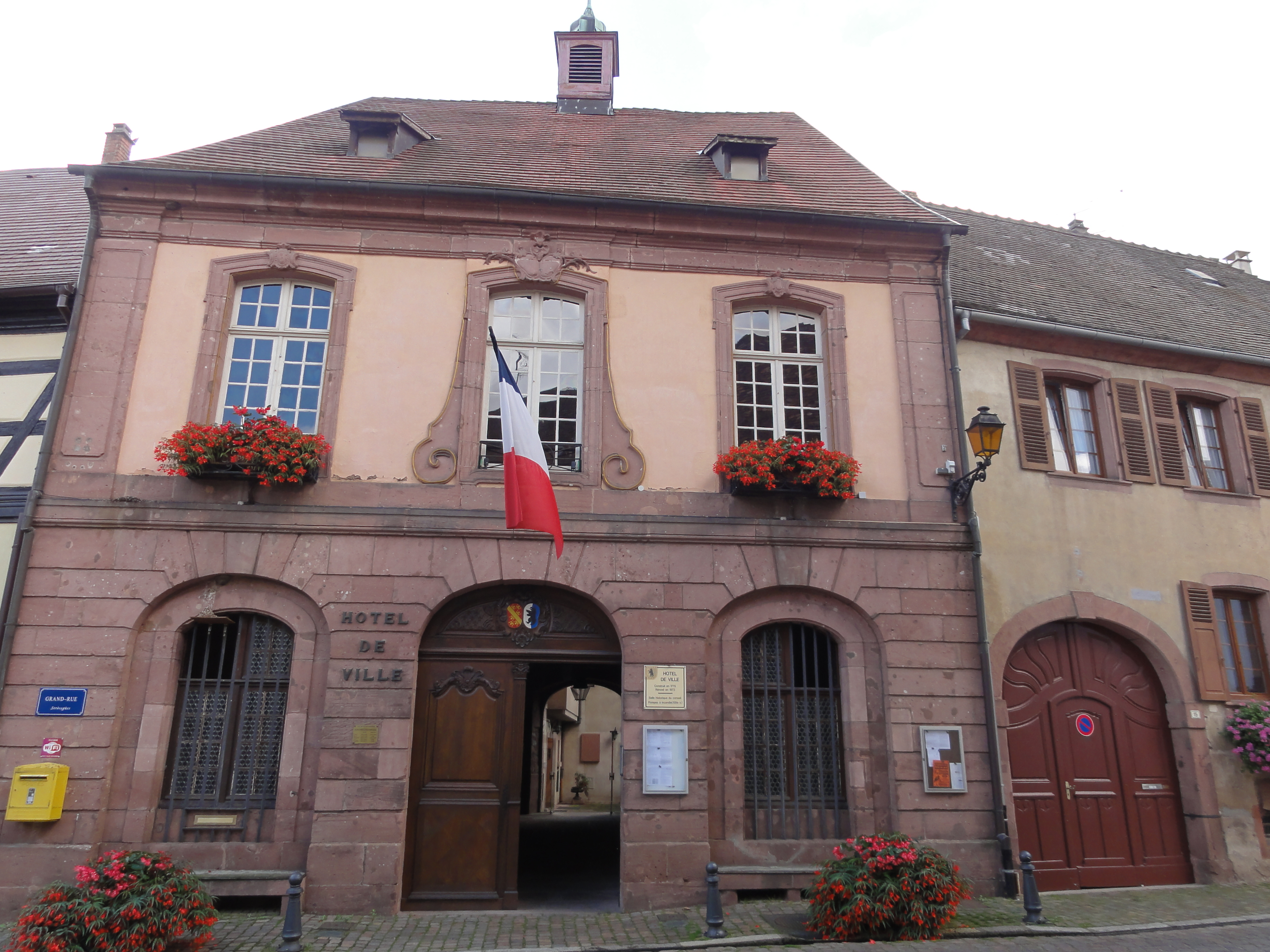
Hôtel de ville (1774).
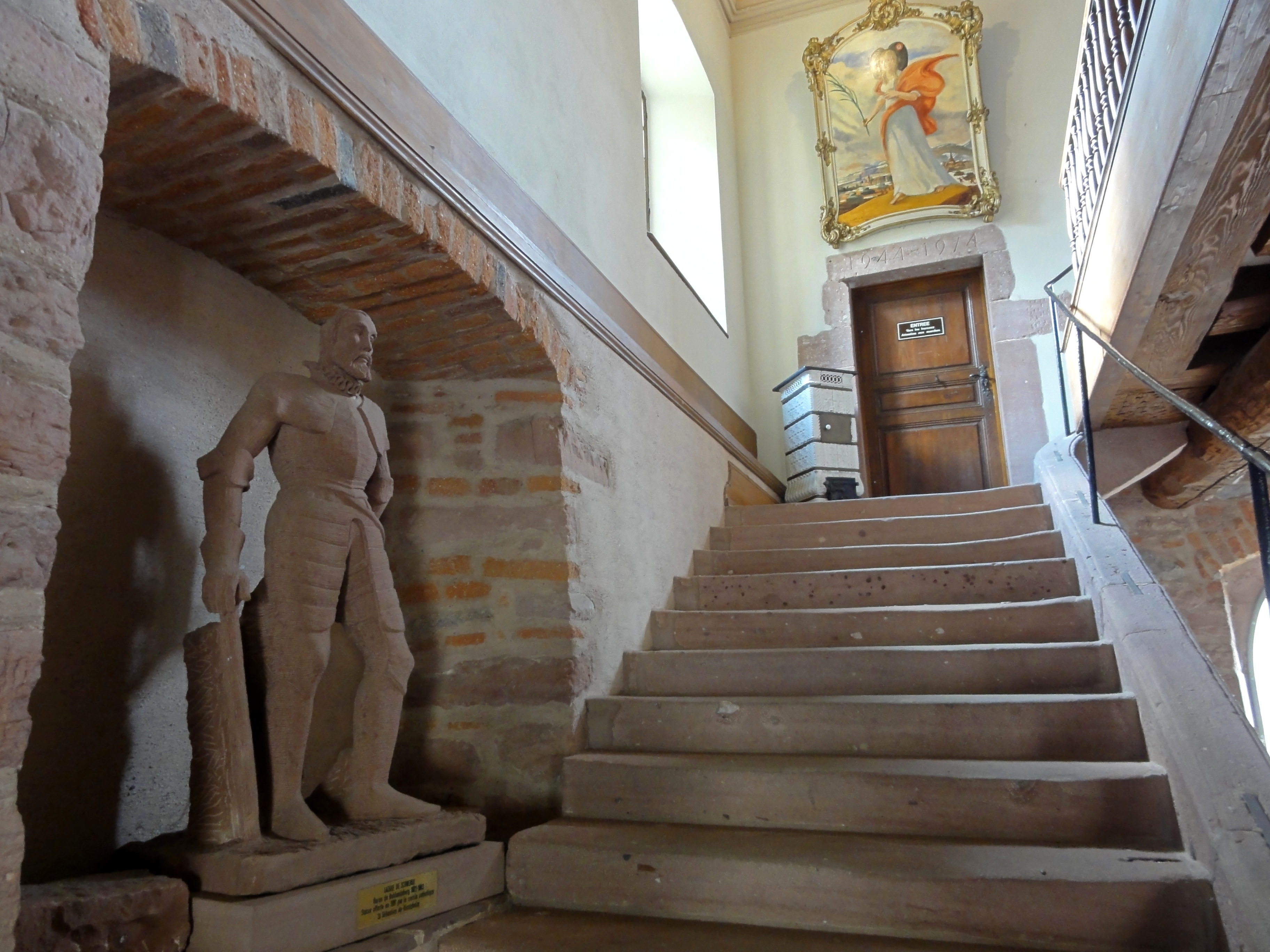
Hôtel de ville (1774), entrée des bureaux, statue de Lazare de Schwendi.

## Personnalités liées à la commune
- Charles le Téméraire: (1433-1477) Duc de Bourgogne de la Maison de Valois. Il a séjourné à Kientzheim durant le Noël 1473[15],[22].
- Lazare de Schwendi : (1522- 1583) diplomate allemand ayant possédé et vécu dans le village [23].
- Bernadin Buchinger : né en 1606[24]-1673, abbé de l'abbaye de Lucelle, membre du conseil souverain d'Alsace, auteur de De Ecclesias S. Regulxe Kiensheim, Bruntruti, 1662
- Maréchal Ferdinand Foch : une de ses quatre enfants, Marie Foch (1885-1972), épousa Paul Bécourt, né à Kientzheim en 1881 et mort pour la France le 22 août 1914 à Joppécourt. Leur fils Jean Bécourt-Foch (1911-1944), compagnon de la Libération, mort pour la France à Oran. Paul Bécourt était un descendant d'Auguste Chevroton, notaire de Kientzheim, qui construisit la maison qui se trouve aujourd'hui au 11 rue du Maréchal Foch. La rue du Maréchal Foch a été ainsi nommée après la visite du Maréchal aux Chevroton.
- Hervé This (This, vo Kientza), (né en 1955), est un physico-chimiste français, co-inventeur de la gastronomie moléculaire.

## Éducation
Kientzheim a abrité le Lycée Seijo de 1986 à 2005. Le Centre européen d’études japonaises (CEEJA, アルザス・欧州日本学研究所 Aruzasu Ōshū Nihongaku Kenkyūsho) occupe l'ancien lycée.

## Tourisme
Kientzheim se situe dans une zone particulièrement touristique de l'Alsace, sur l'itinéraire de la route des vins d'Alsace. Les villes aux alentours de Kaysersberg, de Riquewihr et de Colmar accueillent de nombreux touristes, aussi bien en été qu'à la période de Noël (période des marchés de Noël), ce qui permet à Kientzheim de profiter des retombées du passage touristique dans cette zone.
La découverte des différents vins d'Alsace, la visite des maisons à colombages, des différents châteaux (privés) que compte Kientzheim, des remparts et du vignoble font partie des activités touristiques offertes par la ville. Kientzheim abrite le musée du vignoble et des vins d'Alsace et la Confrérie Saint-Étienne, confrérie bachique créée au XVIe siècle, dont le siège est dans le château de Schwendi (fin XVIe siècle) et qui réunit des passionnés de vins.

## Gastronomie
Une sauce a été introduite par Hervé This en 2005 sous le nom de sauce kientzheim. Il s'agit d'une émulsion de beurre noisette dans un mélange de jaune d'œuf et de jus de citron, le beurre noisette étant émulsionné à une température inférieure à la température de coagulation des protéines du jaune d'œuf (61 °C).